# Pirlitor
Pirlitor (en serbio: Пирлитор) fue una fortaleza medieval en el monte Durmitor, en la Antigua Herzegovina (parte de la actual Montenegro), construida en el borde del profundo cañón del río Tara. Únicamente una parte de la pared en el punto más alto de la fortaleza sobrevive hasta nuestros días. Se encuentra a 16 km de la ciudad de Žabljak, a una altitud de unos 1.450 metros. Pirlitor daba al camino medieval entre Niksic y Pljevlja, en el lugar donde el camino desciende de la meseta del lago Durmitor al cañón.
Pirlitor no es mencionada en las fuentes medievales. Se sabe que el vaivoda Sandalj Hranić tenía un corte en el lago de la meseta, donde su sucesor el vaivoda Stjepan Vukčić negoció la paz con los raguseos en 1453. Esta corte en realidad podría ser Pirlitor, ya que es la única fortificación conocida que se ha construido en la meseta.
Según la poesía épica serbia, Pirlitor pertenecía al voivoda Momčilo, un hombre de inmenso tamaño y fuerza que poseía atributos mágicos: un caballo alado llamado Jabučilo y un sable con ojos. Su hermana Jevrosima fue la legendaria madre del príncipe Marko, uno de los más grandes héroes de los poemas épicos serbios. 